# Mt (Unix)

mt — программа для управления стримером в Unix-операционных системах.

## Использование
mt -f устройство команда [параметр_команды]
В Linuxе устройством обычно является /dev/nst0

## Основные Команды
Получить статус:
mt -f /dev/nst0 status
(информация получаемая может сильно отличаться как среди разных моделей стримеров так и реализаций mt)
Перемотка в начало:
mt -f /dev/nst0 rewind
Используется если необходимо произвести перемотку к началу ленты например для считывания сначала или если надо переписать имеющиеся данные.
Перемотка в конец данных:
mt -f /dev/nst0 eom (в некоторых реализациях mt -f /dev/nst0 eod)
Используется если нужно произвести дозапись к имеющимся на кассете данным.
Перемотать на _к-во_ записей вперед:
mt -f /dev/nst0 fsf _к-во_
Перемотать на _к-во_ записей назад:
mt -f /dev/nst0 bsf _к-во_
Перемотать к началу записи с абсолютным номером _номер_:
mt -f /dev/nst0 asf _номер_
На некоторых стримерах может вызывать перемотку вначало (rewind) а затем поиск указанной записи (fsf).
Стирание данных с ленты:
mt -f /dev/nst0 erase
Это достаточно длительная операция. И опасная, так как стертые данные не поддаются восстановлению.
Выгрузка картриджа из устройства:
mt -f /dev/nst0 rewoffl
Загрузка картриджа в устройство:
mt -f /dev/nst0 load

## Примечание
Несмотря на то, что команд достаточно много не весь их список может поддерживаться конкретным «железом» стримера.